# Дальквист, Альфред
Альфред Дальквист (швед. Alfred Dahlqvist, 13 мая 1914, Брекке, Емтланд — 21 октября 1983) — шведский лыжник, призёр чемпионатов мира.  

## Карьера
На чемпионате мира 1937 года в Шамони был 4-м в эстафетной гонке и 6-м в гонке на 18 км.
На чемпионате мира 1938 года в Лахти завоевал серебряную медаль в гонке на 18 км, 25 секунд уступив победителю финну Паули Питкянену и 54 секунды выиграв у ставшего третьим другого финна Калле Ялканена.
Других значимых достижений на международном уровне не имеет, в Олимпийских играх никогда не участвовал. В период с 1938 по 1942 годы семь раз становился чемпионом Швеции.